# Concierto en Burgos 30-10-09
Concierto en Burgos es un concierto grabado en directo por Los Calchakis el 30 de octubre de 2009 en Burgos con el Coro de la Vezere dirigido por Luc Guillore, que por aquel entonces iniciaba una gira por Castilla y León en España.
En esta ocasión se presenta un adelanto del siguiente título de Los Calchakis: Tierra Herida, además de interpretar de nuevo La Misa Criolla de Ariel Ramírez.

## Lista de canciones
| N.º | Título                                       | Música                                           | Duración |  |
| 1.  | «Vírgenes del Sol»                           | de Himno al Sol 1980                             |          |  |
| 2.  | «Quimera del oro»                            | de Cantata Eldorado 1992                         |          |  |
| 3.  | «La vasija de barro»                         | de Le chant des poètes révoltés / Vol 1 1974     |          |  |
| 4.  | «Para Cuba»                                  | de Danse avec le condor 1988                     |          |  |
| 5.  | «El diablo suelto»                           | inédito                                          |          |  |
| 6.  | «Quiaqueñita»                                | de La flute indienne / Vol 1 1966                |          |  |
| 7.  | «Quiero contarte»                            | de Prestige de la musique latino-americaine 1987 |          |  |
| 8.  | «El canto del cuculi»                        | de Les flutes de l'Empire Inca 1975              |          |  |
| 9.  | «Presentación del grupo»                     |                                                  |          |  |
| 10. | «La partida»                                 | de Cantata para un Hombre Libre 1982             |          |  |
| 11. | «Negro José»                                 | inédito                                          |          |  |
| 12. | «Coplas de marzo»                            | de Cantata Mundo Nuevo 1977                      |          |  |
| 13. | «Presentación de la 2ª parte: Tierra Herida» | de Tierra Herida 2010                            |          |  |
| 14. | «La Misa Criolla»                            | del álbum homónimo 1976                          |          |  |
| 15. | «El eco»                                     | inédito                                          |          |  |
| 21. | «Carnavalito quebradeño»                     | inédito                                          |          |  |

## Integrantes
- Héctor Miranda
- Sergio Arriagada
- Enrique Capuano
- Pablo Urquiza
- Mario Contreras